# Kawkaban
|  | Per a altres significats, vegeu «Kawkaban (desambiguació)». |

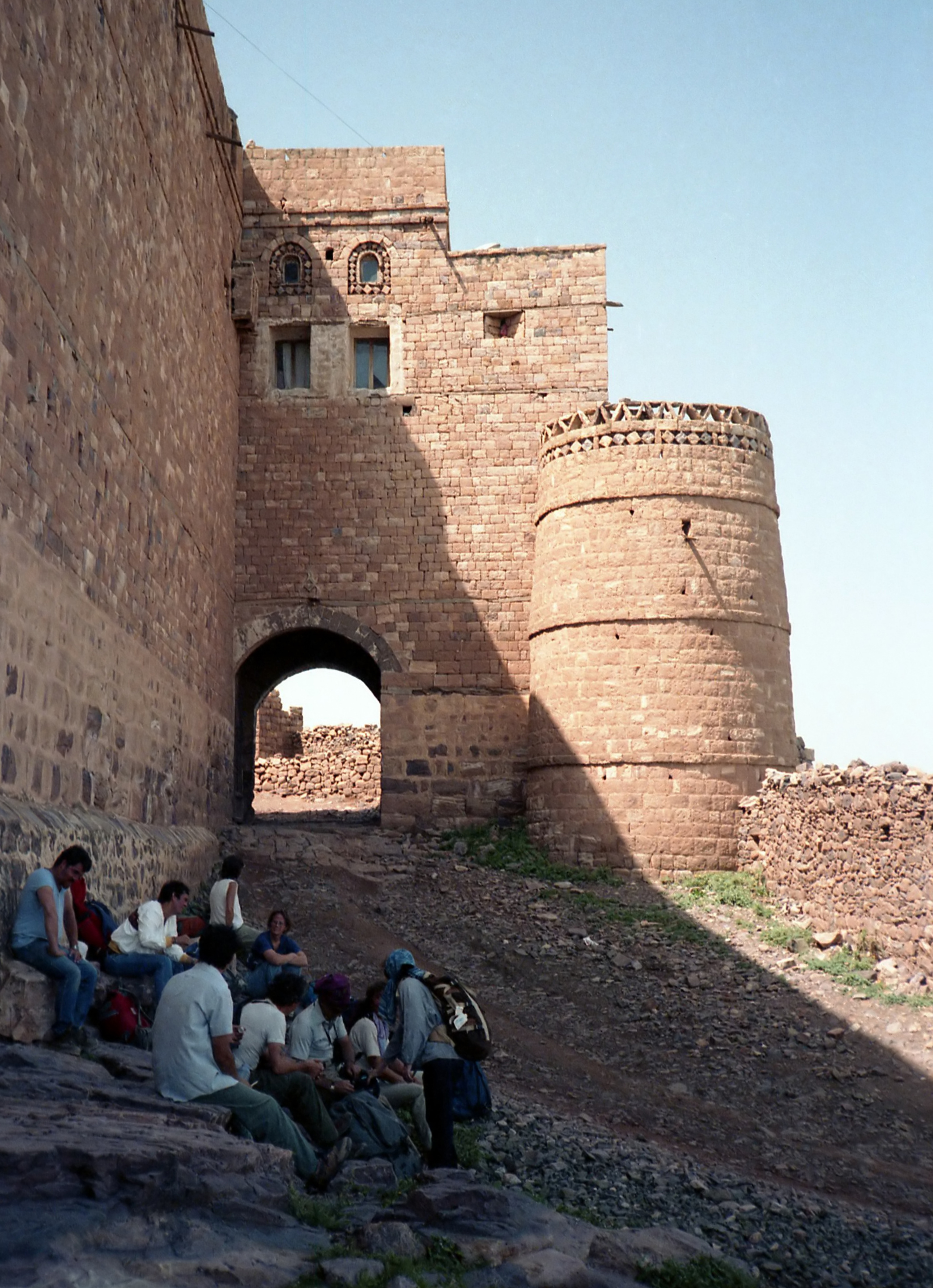
Porta de Kawkaban

Kawkaban (àrab: كوكبان, Kawkabān) és una ciutat del Iemen i antiga capital provincial a uns 50 km al nord-oest de Sanà, a la governació d'al-Mahwit, i situada a uns 2.605 metres d'altura. Avui és coneguda per la seva arquitectura; abans ho fou com a lloc de relax i clima saludable pels sobirans zaidites. La ciutat només té una porta d'accés sempre vigilada per la policia. Inclou nombroses mesquites, cases senyorials, la muralla i la porta. Entre els edificis les cases dels imams en part en ruïnes o descuidades, però amb unes façanes esplèndides. La mesquita principal té l'únic minaret de la ciutat (hi ha set mesquites petites més). L'aigua s'obté de dues grans cisternes, la de Musalla al sud i la d'al-Ziyadi al sud-est (aquesta fou iniciada el 1840), i també hi ha 4 cisternes petites, emmagatzemant en total aigua per una vila tres vegades més gran; al sud-est hi havia el barri jueu, però els jueus ja han emigrat tots. A la porta principal (Bab al-Hadid) hi havia un pont de pedra d'un sol arc que creuava el wadi Nahan, però fou destruït el 1872 pels àrabs en lluita contra els otomans.
La vila data dels temps dels himyarites segons les inscripcions trobades. La primera vila de Kawkaban és esmentada per al-Hamdani com a situada al Djabal Dhukhar; vers 1162 a 1169 fou un estat ismaïlita dirigit per Hatim ibn Ibrahim ibn al-Husayn que va caure en mans dels Banu Hamdan de Sanaà. El 1214 l'imam del Iemen Abd Allah la va ocupar junt amb Sanaà als aiúbides, però aquests la van reconquerir el 1217 i després va passar als rassúlides.
Vers el 1500 Mutahar Sharaf al-Din, descendent de l'imam Hadi de Sada, es va proclamar imam zaidita en contra dels tahírides del Iemen, a Kawkaban i Thula; quan els mamelucs van desembarcar el 1515 se'n va alegrar i els va donar suport contra els tahírides però una vegada aquests derrotats, l'aliança es va trencar doncs els mamelucs van iniciar els atacs contra l'imamat i Kawkaban i Thula foren assetjades, encara que sense èxit, vers 1516; el 1517 els otomans van eliminar els mamelucs. Els soldats egipcis al Iemen no van tardar a canviar de bàndol i passar al servei dels nous senyors i en anys següents van fer alguns intents menors contra Kawkaban. Un gran setge turc es va produir el 1569 sense èxit. L'imamat de la dinastia dels Banu Sharaf al-Din, que abraçava Kawkaban, Shiban, Hadje, Tawila, Khabt Mirwah (entre Kawkaban i Harraz), Miswar, Sari, Hofas, Milhan, Ahdjir, Arus, banu Khayyat, al-Shahdhiyya, Laa, part del país dels Banu Hubaysj, dels Banu Nashir i dels al-Ahmar, va subsistir durant tot el primer període otomà.
Després de la seva expulsió el 1630 va restar independent de Sanaà. C. Niebhur dona una taula genealògica dels imams. El 1872 els otomans van retornar i Kawkaban fou conquerida després de set mesos de setge; el darrer imam Sayyid Ahmad ibn Abd al-Rahman, defensor de Kawkaban contra els turcs, va poder anar a residir a Sanaà pensionat per la Porta; el seu germà Sayyid Yahya vivia encara el 1883 (quan E. Glaser va visitar la ciutat) a la casa principal dels imams a la ciutat.
Modernament, està molt poc habitada tot i que té lloc per trenta mil persones. El 1965 la població era d'unes 100 persones. Les principals famílies de la ciutat són els al-Hadid, Al-Harith, Ibn Sharaf al-Din, Eisaa i al-Shami. En la guerra civil (1962-1970) es va declarar per l'imam i el 1967 encara resistia als republicans, però quan aquest any fou bombardejada per avions, es va haver de rendir.